# Bimbrownia (akwarystyka)
Bimbrownia akwarystyczna – niskociśnieniowe urządzenie służące do produkcji i zaopatrywania akwariów z bogatą obsadą roślin w niezbędny dla ich rozwoju i utrzymania dobrostanu dwutlenek węgla.

## Zasada działania i budowa
Do wytwarzania dwutlenku węgla w bimbrowni akwarystycznej wykorzystywana jest fermentacja alkoholowa. 
Urządzenie składa się z: 
- zbiornika fermentacyjnego
- wężyka doprowadzającego
- dyfuzora
- licznik bąbelków urządzenie opcjonalne, pomocne w ustaleniu ilości dostarczanego do akwarium CO2

Głównym elementem urządzenia jest szczelny zbiornik fermentacyjny najczęściej o pojemności od 0,5 do 1,0 litra, w którym umieszcza się w odpowiednich proporcjach drożdże, cukier, wodę i substancję spowalniającą reakcję (soda??). W wyniku zachodzącej wewnątrz fermentacji powstaje dwutlenek węgla, który pod własnym ciśnieniem, plastikowym wężykiem jest doprowadzany do dyfuzora umieszczonego pod powierzchnią wody w akwarium, który ułatwia rozpuszczanie CO2 w wodzie. Najczęściej stosowanym dyfuzorem jest kostka akwarystyczna o bardzo drobnej strukturze wytwarzająca mikroskopijne pęcherzyki CO2 (np. z drewna lipowego) lub dzwon dyfuzyjny. Urządzenie pełną wydajność osiąga od 24 do 48 godzin od rozpoczęcia reakcji a jego sprawność utrzymuje się do jednego tygodnia, po tym czasie wymaga ponownego umieszczenia wsadu odpowiedzialnego za fermentację.

## Skład wsadu fermentacyjnego (zacier)
woda, cukier, drożdże, substancja spowalniająca fermentację (soda??)

## Zalety
- bardzo proste do wykonania we własnym zakresie
- niskie koszty eksploatacji
- idealne do niewielkich akwariów roślinnych.

## Wady
- niska sprawność
- intensywność produkcji CO2 waha się w zależności od temperatury otoczenia i czasu działania
- potencjalne zagrożenie skażenia akwarium przez wypływ do niego innych niż CO2 produktów fermentacji
- ciągła produkcja CO2 co w pewnych przypadkach może prowadzić do dużego zakwaszenia zbiornika w godzinach nocnych